# 미력역 (보성)
미력신호소(Miryeok Signal Box, 彌力信號所)는 전라남도 보성군 미력면 초당리에 위치한 철도 시설로 경전선에서 보성연결선이 분기하는 신호소이다. 2025년 9월 27일에 신호소로 영업 개시 예정이다.

## 연혁
- 2025년 5월 12일 : 역명 확정[1]
- 2025년 9월 27일 : 신호소로 영업 개시 예정